# Высший орден Тюркского мира
Высший орден Тюркского мира — высшая награда Организации тюркских государств. Орден учреждён в 2019 году и вручается за выдающиеся заслуги перед Тюркским миром.

## История
Орден был учреждён в 2019 году. Первым обладателем ордена стал первый президент Казахстана Нурсултан Назарбаев.

## Дизайн
Орден был разработан азербайджанским художником Адамом Юнисовым. Изготовлен полностью вручную. Состоит из шести восьмиугольных звёзд, символизирующих шесть независимых тюркских государств, собранных вокруг эмблемы Организации тюркских государств. Украшен золотом и бриллиантами. Каждая из шести звёзд увенчана бриллиантом, символизирующим светлое будущее и богатую культурную историю тюркских государств. Состоит из восьми переплетённых между собой золотых пластин. Помимо четырёх золотых деталей и дополнительных золотых соединителей на подвеске, при производстве было использовано 400 граммов золота. Большие бриллианты окружены 18 бриллиантами поменьше, символизирующими яркость тюркского мира. Шестиугольная звезда в центре символизирует мощь тюркского мира. В центре ордена также находится эмблема организации, полностью покрытая ручной эмалью.

## Персоны
|   | Дата                 | Портрет | Имя                       | Должность                                |
| - | -------------------- | ------- | ------------------------- | ---------------------------------------- |
| 1 | 15 октября 2019 года |         | Нурсултан Назарбаев       | Президент Казахстана                     |
| 2 | 12 ноября 2021 года  |         | Ильхам Алиев              | Президент Азербайджана                   |
| 3 | 11 ноября 2022 года  |         | Реджеп Тайип Эрдоган      | Президент Турции                         |
| 4 | 11 ноября 2022 года  |         | Гурбангулы Бердымухамедов | Председатель Милли Генгеша Туркменистана |
| 5 | 3 ноября 2023 года   |         | Шавкат Мирзиёев           | Президент Узбекистана                    |
| 6 | 6 ноября 2024 года   |         | Виктор Орбан              | Премьер-министр Венгрии                  |